# Edice současné české poezie
Edice současné české poezie je česká knižní edice. V současnosti ji vydává nakladatelství Pavel Mervart, Červený Kostelec.
Šéfredaktorem edice byl Marek Stašek, redaktory jsou Danuše Horáková, Pavel Mervart, Jan Placák, Jiří Suchý a Ivan Wernisch.

## Knihy
1. Josef Hiršal: Básně - třásně - rohypnol
2. Jiří Gold: Mezery v mlčení
3. Vlasta Skalická: Strnulá láva
4. Michal Šanda: Dvacet deka ovaru
5. Jiří Suchý: No jo, ale...
6. Kateřina Rudčenková: Ludwig
7. Jiřina Hauková: Díra skrz
8. Marek Stašek: Pokus o sedmdesát textů
9. Michal Novotný: Nevhodné probuzení
10. Jiří Gold: Sutě: písky: drtě
11. Petr Král: Pro anděla
12. Jiří Dynka: Líviový lenkový
13. Kateřina Rudčenková: Není nutné, abyste mě navštěvoval
14. Alena Nádvorníková: Děje
15. Jiří Suchý: Černá vzducholoď
16. Michal Novotný: Tam a zpátky
17. Marek Stašek: Vidět?
18. Jiřina Hauková: Večerní prška
19. Petr Král: Základní pojmy
20. Josef Kroutvor: Můj Mácha
21. Vít Kremlička: Amazonia
22. Petr Motýl: Maják na konci světa
23. Jiří Smrž: Eurydika v uhelném dole
24. Zeno Kaprál: Suché roráty
25. Stanislav Dvorský: Dobyvatelé a pařezy
26. Josef Janda: Básně
27. Bohumila Grögerová: Čas mezi tehdy a teď
28. Kateřina Rudčenková: Popel a slast
29. Josef Kroutvor: Rozsypaný čaj
30. Jiří Šalamoun: Andělíčku, můj vrchní strážníčku
31. Petr Král: Přesuny
32. Ivan Wernisch: Hlava na stole
33. Marek Stašek: Některé věci
34. Josef Hiršal: Začátky a konce
35. Jan Koblasa: O tom
36. Michal Ajvaz: Padesát pět měst
37. Stanislav Dvorský: Oblast ticha
38. Prokop Voskovec: Hřbet knihy
39. Friederike Mayröckerová: Rekviem za Ernsta Jandla
40. Jaroslav Chobot: Měkké stroje
41. Jiří Janatka: Žloutkové divadlo
42. Miroslav Fišmeister: Pískoviště
43. Jiří Suchý: Kaluž
44. Vít Kremlička: Tajná cikánská kronika
45. Zeno Kaprál: Hrubá mezihra
46. Bohumila Grögerová: Rukopis
47. Hans Magnus Enzensberger: Eseje
48. Jan Placák: Procházka sadem
49. Michal Novotný: Zpátky
50. Daniela Hodrová: Město vidím...
51. Petr Král: Den
52. Patrik Hlavsa: Nenatřená plátna
53. Marek Stašek: Převelice převelice
54. Eugenio Montale: Eseje
55. Jorgos Seferis: Básně
56. Bohumila Grögerová: Dva zelené tóny
57. Jakub Guziur: Protiykanz Protiznaky Itorpznaky
58. Konstantinos Kavafis: Básně
59. Kurt Krolop a Jiří Stromšík: Eseje o německé romantice
60. Michal Novotný: Z bábelu paměti
61. Bohumila Grögerová: Můj labyrint
62. Jan Placák: Hezký den
63. Jan Vladislav: Příběhy / Parafráze
64. Michal Šanda: Rabování samozvaného generála Rona Zacapy v hostinci U Hrocha
65. Milan Šedivý: Pod Hádovou zmijovkou
66. Marek Stašek: Někdy
67. Robin Král a Jiří Slíva: Byl jeden pán
68. Jiří Suchý: Krajina podivných skutečností
69. Reiner Maria Rilke: Elegie z Duina / Sonety Orfeovi
70. Pavel Novotný: Zevnitř
71. Bohumila Grögerová: Lístky

Svazky 1-31 a 33 a 34 vydala Knihovna Jana Drdy v Příbrami. Svazek 32 vyšel ve spolupráci Knihovny Jana Drdy, Příbram a Nakladatelství Petrov, Brno. Svazky 35, 36 a 37 vydala Knihovna Jana Drdy, Příbram a Nakladatelství Pavel Mervart, Červený Kostelec. Od svazku 38 edici vydává Nakladatelství Pavel Mervart, Červený Kostelec.
Na vydání některých svazků se podílí i nakladatelství Klokočí.